# Bitwa o Fort Ridgely
Bitwa o Fort Ridgely – starcie zbrojne, które miało miejsce w trakcie powstania Dakotów w Minnesocie. Po rozpoczęciu powstania Santiów palili okoliczne farmy białych osadników. Wielu z osadników (prawdopodobnie setki) zginęło. Ci, którzy ocaleli szukali schronienia m.in. w Forcie Ridgley.
Fort Ridgley był jedyną placówką wojskową pomiędzy rezerwatem Santee a Fortem Snelling i St. Paul – stolicą Minnesoty. Znajdowały się tam niewielkie siły wojskowe, które dodatkowo jeszcze zostały pomniejszone przez klęskę kapitana Marsha przy przeprawie Redwood. Gdyby Santiowie zaatakowali fort w dniu przybycia - mogli liczyć na sukces. Później jednak zaczęły docierać do niego posiłki. Do fortu dotarły grupy ochotników. Fort nie posiadał barykady, jego budynki były rozrzucone na pewnej przestrzeni i w części zbudowane z desek. Skuteczność obrony zależała w dużej części od umiejętności sierżanta Johna Jonesa, doświadczonego artylerzysty, wspieranego przez J.C. Whipple'a artylerzystę z czasów wojny meksykańskiej. W forcie oprócz żołnierzy i cywilnych ochotników znajdowało się około 250 uchodźców (w większości kobiet i dzieci).

## Przebieg
Wojownicy Santiów pod wodzą Małego Kruka dotarli w okolice fortu 19 sierpnia 1862 roku. Zachęceni brakiem oporu ze strony niemieckojęzycznych osadników, nieprzystosowanych do warunków pogranicza, Indianie postanowili złupić i spalić New Ulm. Mały Kruk próbował powstrzymać ich wiedząc, że bez zdobycia fortu nie mieli szansy na odniesienie zwycięstwa. Rozochoceni wojownicy nie posłuchali go jednak, co w efekcie przyczyniło się do wzmocnienia garnizonu w Fort Ridgely przez ściągające z okolic grupki żołnierzy i pograniczników. 20 sierpnia siły obrońców liczył już 200 ludzi.
20 sierpnia rozpoczął się atak na fort. Siły Indian zostały podzielone na trzy grupy – wojownicy Butelki Lekarstw mieli za zadanie podejść do zabudowań i skoncentrować na sobie uwagę obrońców, w czasie kiedy ludzie Wielkiego Orła zaatakowaliby ze wschodu, zaś Małego Kruka i Shakpiego z zachodu i południa. Uderzenie nie powiodło się, gdyż wojownicy atakowali chaotycznie, nie chcieli słuchać rozkazów. Kluczową rolę odegrały też kartacze artyleryjskie wystrzeliwane ze strategicznie rozmieszczonych sześciu dział. Silna burza powstrzymała dalsze ataki. Tego samego wieczoru wojownicy szczepu Mdewakanton zostali wzmocnieni przez grupy Sisseton i Wahpeton, co zwiększyło siły Santiów do ponad 800 ludzi.
Kolejny atak nastąpił 21 sierpnia. Tym razem zamaskowani Dakotowie starali się podejść do zabudowań, a następnie podpalić dachy domów. Ponownie plany pokrzyżował ostrzał artyleryjski. Mały Kruk został ranny i na skutek upływu krwi musiał przekazać dowództwo Mankacie. Wielki Orzeł stwierdził później: "Gdyby nie armaty, zdobylibyśmy fort". Straty Dakotów były wysokie, a w obliczu nadciągającego 6 Pułku z Minnesoty pod dowództwem pułkownika Henry'ego Sibleya postanowili się wycofać rankiem 22 sierpnia.